# 아루나스바
아루나스바 또는 아라나순(阿羅那順)은 카나우지 왕국의 통치자로, 하르샤바르다나가 후계자 없이 사망한 이후 잠시 동안 카나우지와 티르후트(오늘날의 비하르주), 그리고 그 주변 지역을 통치했다.
그는 원래 티라부크티의 총독이자 하르샤 궁정의 대신이었으나 하르샤가 죽은 후 푸시야부티 왕조의 뒤를 이어 카나우지의 왕위를 찬탈했다. 그는 라시둔 칼리파국의 침략을 격퇴한 것으로 알려져 있다.

## 생애
역사가 요겐드라 미슈라는 아루나스바가 마우카리 왕조와 관련된 왕자로 하르샤바르바나 치하에서 티라부크티에 거점을 마련한 총독일 가능성이 높다고 생각했다.
그는 하르샤 사후 왕위를 찬탈했고 카나우지의 새로운 왕이 되었다. 648년, 당나라의 황제 태종은 하르사가 당나라에 사신을 보내자 그에 대한 답례로 왕현책을 인도로 보냈다. 그러나 왕현책은 인도에 도착하자마자 하르샤가 죽었다는 사실을 알게 되었고, 새로 즉위한 아루나스바에게 공격을 받았다. 이에 왕현책은 토번으로 탈출한 후 7,000명 이상의 네팔 기마 보병과 1,200명 이상의 토번 보병으로 구성된 합동 원정대를 이끌고 6월 16일 인도 국가를 공격했다.
이 공격이 성공하며 왕현책은 "조산대부"에 배수되었다. 그는 또한 당나라에 보고된 불교 유물도 확보했다. 왕현책 휘하의 네팔과 토번 군대가 마가다에서 2,000명의 포로를 사로잡아 끌고갔다. 티베트어와 중국어 문헌에는 왕현책이 토번 병사들과 함께 인도를 급습한 내용이 기록되어 있다. 당시 네팔은 토번의 송첸캄포에 의해 정복된 상태였다. 포로 중에는 인도인인 척하는 사람도 있었다. 전쟁은 649년에 일어났다. 태종의 무덤에는 인도인인 척하는 동상이 있었다. 가장한 사람의 이름은 중국 기록에 "나푸티오롤나슈엔"으로 기록되어 있다. (디나푸디는 아마도 티라부크티를 가리키는 것으로 추정한다)